# 나주봉황중학교
나주봉황중학교(羅州鳳凰中學校)는 대한민국 전라남도 나주시 봉황면 죽석리에 있는 공립 중학교이다.

## 학교 연혁
- 1971년 1월 25일 : 나주봉황중학교 설립 (9학급)
- 1971년 3월 11일 : 개교 및 입학식 (신입생 210명)
- 2022년 3월 1일 : 제22대 김용심 교장 부임
- 2024년 1월 5일 : 제51회 12명 졸업(총 졸업생수 6,573명)
- 2024년 3월 4일 : 신입생 6명 입학

## 참고 자료
- 나주봉황중학교 - 한국교육학술정보원 학교알리미